# فیلیپ لانگن
فیلیپ لانگن (انگلیسی: Philipp Langen؛ زادهٔ ۲ ژوئیهٔ ۱۹۸۶) بازیکن فوتبال اهل آلمان است.
از باشگاه‌هایی که در آن بازی کرده‌است می‌توان به باشگاه فوتبال گروتر فورث اشاره کرد.
وی همچنین در تیم ملی فوتبال جوانان آلمان بازی کرده‌است.